# Kleinau (Gemeinde Reichenau)
Kleinau ist eine Ortschaft in der Marktgemeinde Reichenau an der Rax im Bezirk Neunkirchen in Niederösterreich. In der Ortschaft wohnen 20 Einwohner (Stand 1. Jänner 2024).

## Geografie
Die nordöstlich von Großau liegende Streusiedlung befindet sich westlich von Edlach an der Rax am Abhang der Rax und ist über eine Nebenstraße erreichbar. Zur Ortschaft zählen auch Streusiedlung Knappenberg, die Lage Hofhalthütte sowie einige Schutzhütten (Otto-Schutzhaus, Raxgmoahütte, Seehütte, Wolfgang-Dirnbacher-Hütte). 
Am 1. April 2020 umfasste die Ortschaft 48 Gebäude.

## Geschichte
Schweickhardt beschrieb das Dorf mit 26 Häusern, deren Bewohner nur über sehr kleine Agrarflächen verfügten, dass die Erzeugnisse aus Viehzucht und Feldbau kaum für die eigenen Bedürfnisse abdecken konnten. Von großer Bedeutung für den Ort war hingegen der Bergbau am Abhang der Rax im Bergbaurevier Knappenberg, das zu Stift Neuberg an der Mürz gehörte. Hier wurden vor allem die Haupterze Eisen und Kupfer und die Nebenerze Silber und Gold abgebaut. Die Blütezeit des Bergbaus erstreckte sich von ca. 1750 bis 1880, 1899 wurde der Bergbau am Knappenberg offiziell stillgelegt.
Laut Adressbuch von Österreich waren im Jahr 1938 in Klein-Au ein Verkehrsunternehmen, drei Gastwirtschaften, eine Pension, der Photograph Camillo Kronich, ein Schumacher und mehrere Landwirte ansässig.

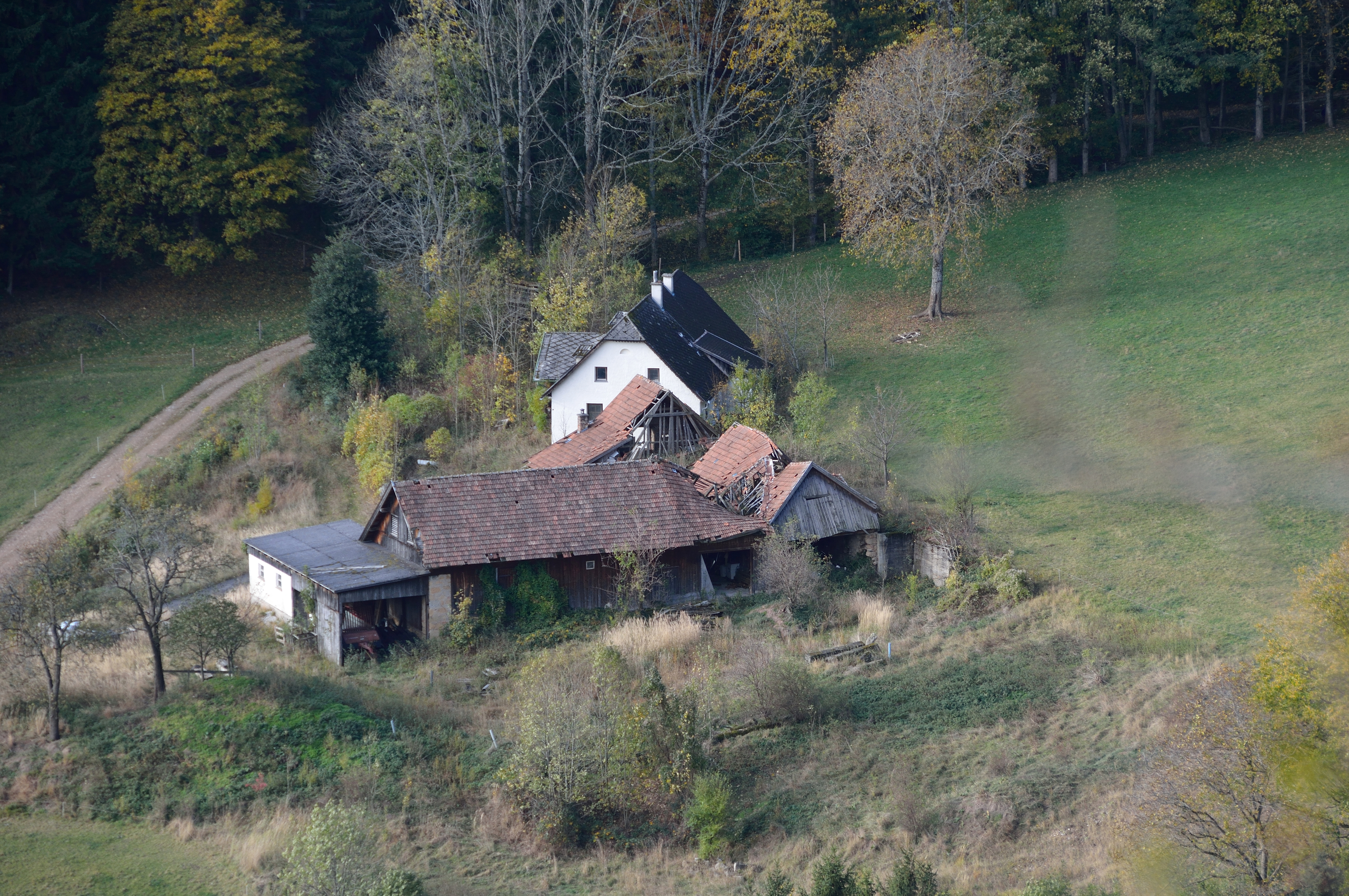
Verlassener Bauernhof
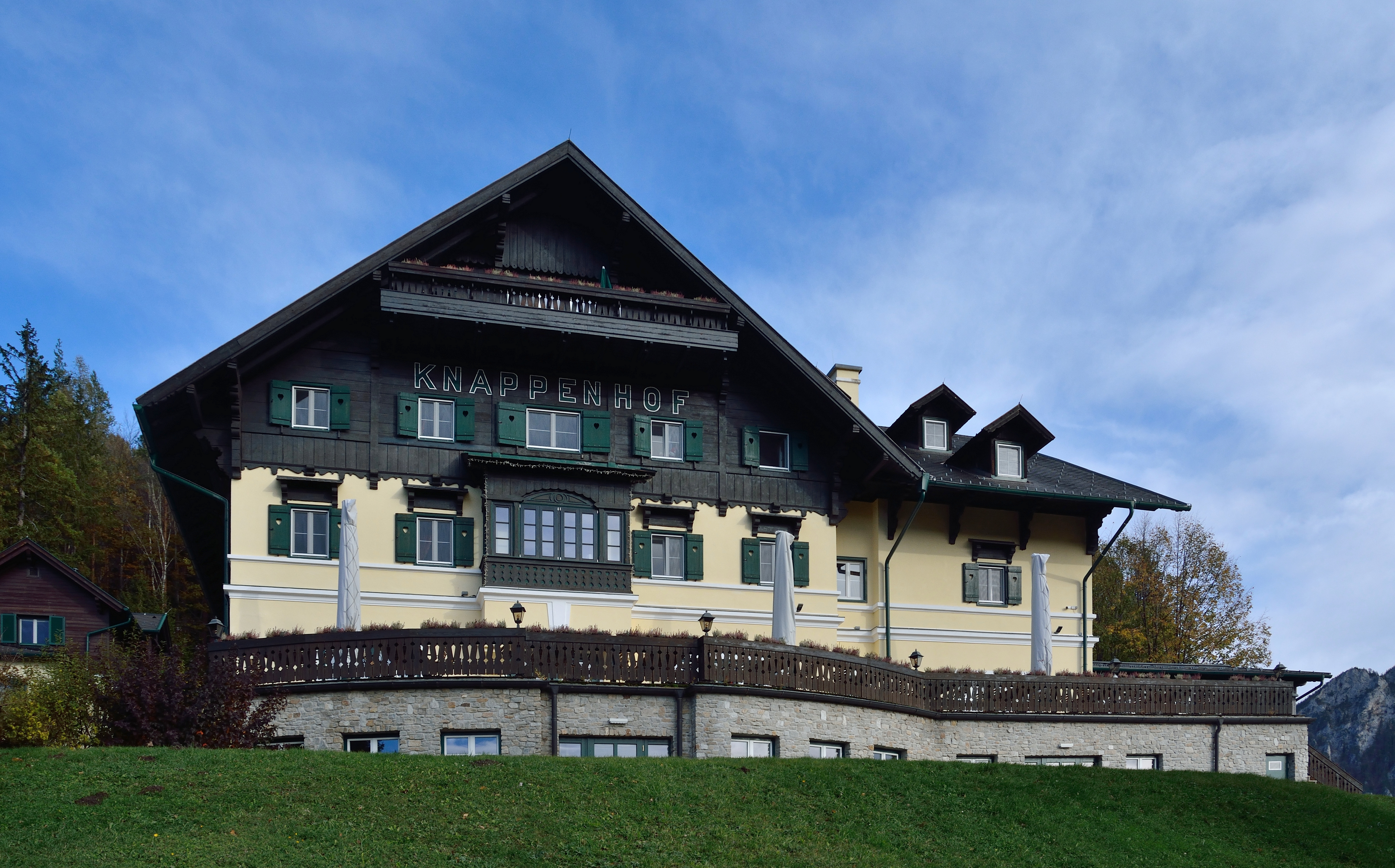
Knappenhof
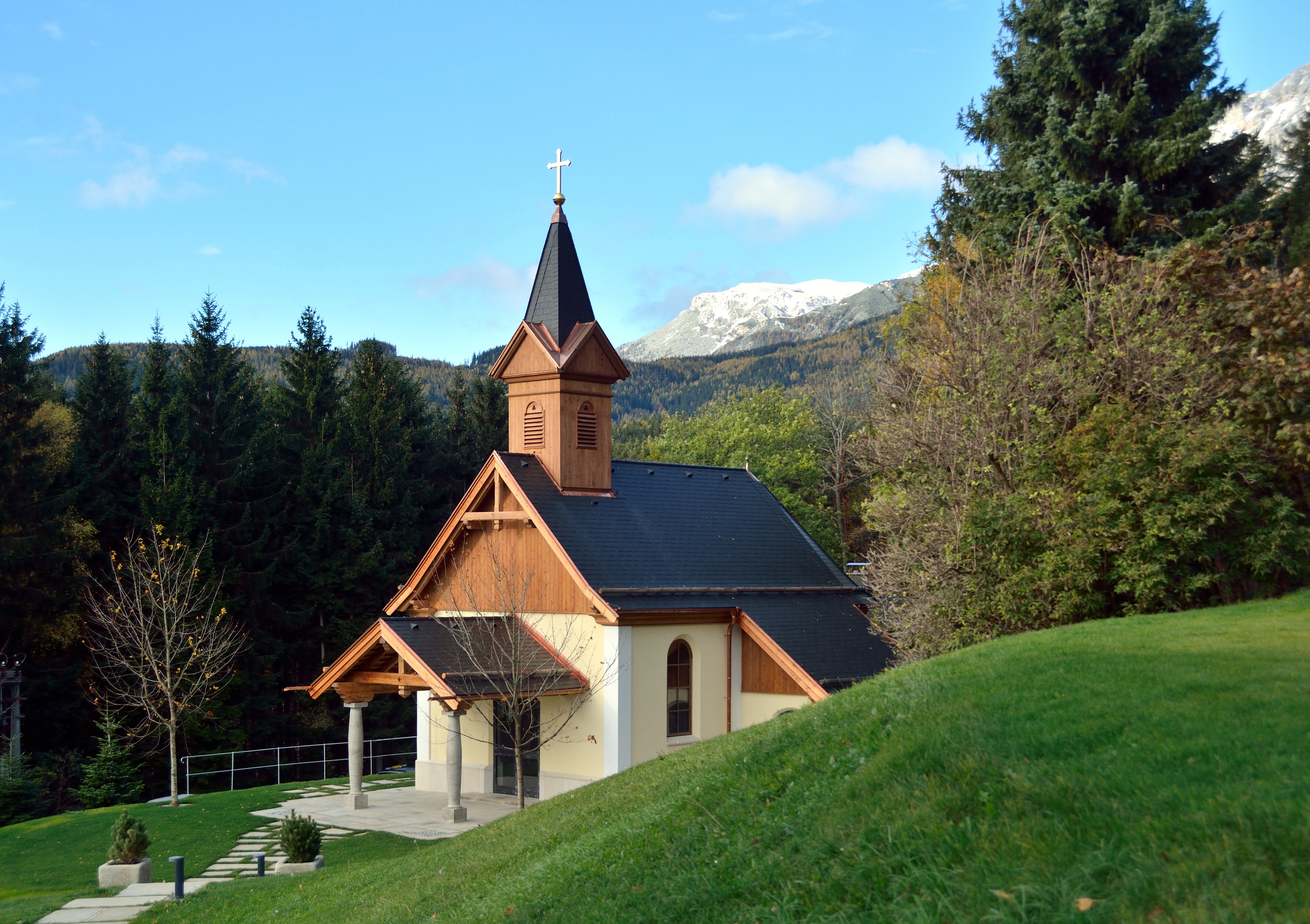
Die Kapelle beim Knappenhof
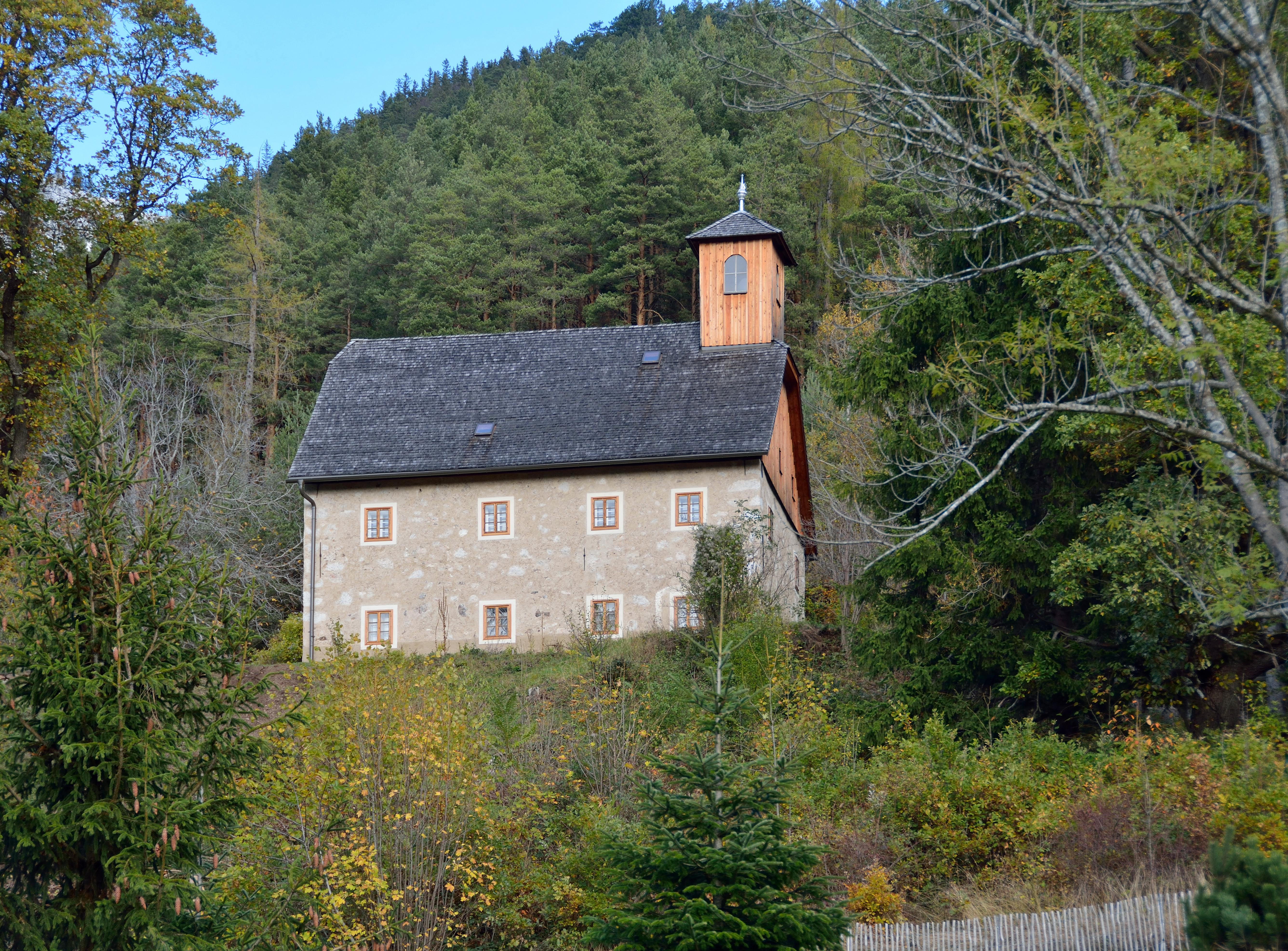
Denkmalgeschütztes Huthaus